# ليونغ كا هانغ
ليونغ كا هانغ (بالصينية: 梁嘉恆) هو لاعب كرة قدم صيني في مركز الهجوم، ولد في 22 نوفمبر 1992 في ماكاو في الصين. شارك مع منتخب ماكاو لكرة القدم. أما مع النوادي، فقد لعب مع نادي تاي بو.

## وصلات خارجية
- ليونغ كا هانغ على موقع الاتحاد الدولي (مؤرشف)  (الإنجليزية)
- ليونغ كا هانغ على موقع قاعدة بيانات كرة القدم.إي يو (الإنجليزية)
- ليونغ كا هانغ على موقع ناشيونال فوتبول تيمز (الإنجليزية)
- ليونغ كا هانغ على موقع Soccerway.com (الإنجليزية)